# Agapetes pensilis
Agapetes pensilis är en ljungväxtart som beskrevs av Airy Shaw. Agapetes pensilis ingår i släktet Agapetes och familjen ljungväxter. Inga underarter finns listade i Catalogue of Life.